# Alice Mabel Bacon
Alice Mabel Bacon (26 de febrero de 1858-1 de mayo de 1918) fue una escritora, educadora y asesora estadounidense.

## Biografía
Nació en New Haven, Connecticut, fue la menor de las tres hijas y dos hijos del reverendo Leonard Bacon, pastor de la iglesia Central en New Haven, Connecticut, profesor de la escuela de Teología de Yale, y su segunda esposa, Catherine Elizabeth Terry. En 1872, cuando Alice tenía catorce años, el enviado japonés Mori Arinori eligió la casa de su padre como residencia para las mujeres japonesas enviadas al extranjero para recibir educación por el gobierno Meiji, como parte de la misión Iwakura. Alice recibió a Yamakawa Sutematsu, de doce años, como huésped. Las dos niñas tenían edades similares y pronto forjaron un vínculo estrecho. Durante diez años, fueron como hermanas y fomentaron mutuamente el interés por sus diferentes culturas.
Bacon se graduó de la escuela secundaria, pero se vio obligada a renunciar a la universidad debido a la situación económica. Sin embargo, logró aprobar los exámenes de Licenciatura en Artes de la Universidad de Harvard en 1881 y ocupó un puesto como profesora en la Universidad de Hampton en 1883. En 1888, Bacon recibió una invitación de Yamakawa Sutematsu y Tsuda Umeko para venir a Japón como profesora de inglés en la escuela de Mujeres Gakushuin (escuela de Nobles) para niñas japonesas de familias aristocráticas. Regresó a la escuela Normal de Hampton al cabo de un año. Al enterarse de que una de sus alumnas quería ser enfermera, pero se le negó el acceso a las escuelas de formación debido a su raza, Bacon intentó establecer un hospital en el instituto. Con la ayuda del general Samuel C. Armstrong, director de Hampton, se recaudaron fondos para construir el hospital Dixie. El hospital, inaugurado en mayo de 1891, ofreció formación en enfermería y atención médica a la comunidad circundante.
En abril de 1900, fue invitada a regresar a Japón para ayudar a establecer la Joshi Eigaku Juku (escuela Preparatoria de Inglés para Mujeres), que fue la precursora de Tsuda University, permaneciendo allí hasta abril de 1902. Durante la mayor parte del período, ayudó a Tsuda Umeko, negándose a recibir compensación excepto por su alojamiento. Bacon permaneció soltera toda su vida. Adoptó a dos niñas japonesas: Watanabe Mitsu, sobrina de Umeko, y Hitotsuyanagi Makiko. Esta última se casó con William Merrell Vories en 1919. Basándose en sus experiencias en Japón, Bacon publicó tres libros y numerosos ensayos, y con el tiempo se hizo conocida como especialista en la cultura y la mujer japonesa. Su último puesto como profesora fue en Miss Capen's School for Girls, Northampton, Massachusetts, de 1908 a 1910. Alice murió en su ciudad natal de New Haven, Connecticut, el 1 de mayo de 1918 a la edad de 60 años. Fue enterrada en el cementerio de Grove Street.